# Hall Beach
Hall Beach, Sanirajak – miejscowość w regionie Qikiqtaaluk na terytorium Nunavut w Kanadzie. Znajduje się na Półwyspie Melville’a, nad Basenem Foxe’a. Znajduje się w strefie klimatu polarnego.
W 2011 roku liczyła 546 mieszkańców. Miejscowość posiada lotnisko.